# Fritz Ebel (Maler, 1890)
Fritz Ebel (* 11. Juli 1890 in Neuroda; † 2. Dezember 1946 in Düsseldorf) war ein deutscher Maler und Grafiker.

## Leben und Werk
Nach Studium an der Kunstakademie Breslau ließ sich Fritz Ebel 1925 in Düsseldorf nieder. Dort gehörte er dem Verein zur Veranstaltung von Kunst-Ausstellungen Düsseldorf und dem Malkasten an.
Ebel war auf Porträts und Figurenbilder spezialisiert. 1927 schuf er für den Rathaussaal von Neuroda das Gemälde Die Stadt. Beteiligt war er an zahlreichen Düsseldorfer Kunstausstellungen.